# Kenneth Boulding
Kenneth Ewart Boulding (Liverpool, 18 gennaio 1910 – Boulder, 18 marzo 1993) è stato un economista, pacifista e poeta inglese naturalizzato statunitense.
Mistico religioso, devoto quacchero, scienziato dei sistemi e filosofo, è stato cofondatore della teoria generale dei sistemi, fondatore di numerosi progetti in economia e scienze sociali. Era sposato con Elise Boulding M., sociologa e tra le maggiori contributrici della creazione accademica della disciplina di peace and conflict studies, o polemologia.

## Biografia

### Primi anni
Boulding crebbe in una famiglia inglese. Iscritto al New College di Oxford in chimica cambiò presto indirizzo per orientarsi verso lo studio di scienze politiche, filosofia ed economia. Laureato con il massimo dei voti nel 1931, iniziò ad insegnare per cinque anni a Oxford. Durante un viaggio in America incontrò l'economista Joseph A. Schumpeter (1883-1950) che gli consigliò di emigrare per approfondire gli studi ad Harvard.

## Lavori principali
Oltre all'economia, Boulding ha dato importanti contributi a settori delle scienze politiche, sociologia, filosofia e psicologia sociale.

### Analisi Economica
Opera maggiore Boulding in economia è stato suo testo introduttivo, "Analisi Economica", la cui prima edizione è del 1941. Il libro ha voluto "essere un'auto contributo allo sviluppo e alla sistematizzazione del corpo di analisi economica".

### Capitale psichico
Capitale psichico è un termine usato per primo da Boulding (1950). Il capitale è un accumulo di ricchezza, e con il capitale psichico, l'accumulo è uno degli auspicabile stati mentali, certamente di natura molto transitoria.
Gli stati mentali potrebbero essere i ricordi di piacere, successo, realizzazione personale, di riconoscimento, e il desiderio di sommare capitale psichico pare essere una potente forza motivante.
Scambi che coinvolgono aumenti o diminuzioni di capitale psichici possono verificarsi in qualsiasi momento, sia attraverso la decisioni volontarie che attraverso il corso degli eventi.
Tuttavia, il fallimento in un compito potrebbe anche portare ad un impoverimento del capitale psichico.
Un accumulo di ricordi negativi di fallimenti, disastri, atrocità, o ingiustizie e umiliazioni (fatte o ricevute) potrebbe essere chiamato capitale psichico negativo, potenzialmente un potente fattore motivante nel perseguimento della soddisfazione attraverso vendette e regolamento di conti.
In ognuna delle sue forme come capitale psichico positivo o negativo, questo pacchetto di memoria globale è un legame essenziale tra memoria globale e stato mentale.
Il concetto è leggermente più specifico del concetto sociologico di "capitale sociale", che si concentra sulla rete sociale piuttosto che sugli stati mentali.

### Economia evolutiva
Boulding è stato l'esponente chiave del evolutivo del movimento Evolutionary economics, economia evolutiva.
Nel suo Economic Development as an Evolutionary System, "sviluppo economico come un sistema evolutivo", Boulding suggerisce un parallelo tra lo sviluppo economico e l'evoluzione biologica.
Nello sviluppo di tale teoria Boulding fu ispirato dall'osservazione che in natura materia ed energia si scambiano in un flusso continuo, così come in economia vengono scambiati beni e denaro. Da tale parallelismo scaturirono le basi della sua innovativa teoria economica, che contrapponeva il modello economico da lui definito 'del Cowboy' con quello 'dell'Astronauta'.  Il Cowboy disponeva di enormi spazi, materie prime relativamente illimitate e spazi altrettanto enormi dove disperdere i propri rifiuti, mentre l'Astronauta dispone al contrario di spazi ridotti, materie prime scarse e per tale motivo, la assolutà necessità di riciclare i propri rifiuti per trarne nuove materie prime ed energia. Boulding dimostrò che al crescere della popolazione sul pianeta Terra, che nella sua visione equiparava ad una gigantesca astronave in movimento nello spazio cosmico,  sarebbe stato sempre più necessario riorganizzare il modello planetario di produzione/consumo/gestione dei rifiuti passando dalla modalità del Cowboy a quella dell'Astronauta.

## Opere
Boulding ha pubblicato una trentina di libri e centinaia di articoli, tra cui:
1940 - 1960
- 1941, Economic Analysis, Harper & Brothers.
- 1945, The Economics of Peace, Prentice Hall.
- 1945, There is a Spirit: The Nayler Sonnets, Fellowship Publications.
- 1950, A Reconstruction of Economics, J. Wiley.
- 1953, The Organizational Revolution: A Study in the Ethics of Economic Organization, Harper & Brothers.
- 1956, The Image: Knowledge in Life and Society, University of Michigan Press.
- 1958, The Skills of the Economist, Cleveland: Howard Allen.
- 1958, Principles of Economic Policy, Prentice-Hall, 1958.
- 1962, Conflict and Defence: A General Theory, Harper & Bros.
- 1964, The Meaning of the Twentieth Century: the Great Transition, Harper & Row.
- 1966 The Impact of the Social Sciences, Rutgers University Press
- 1966, “The Economics of Knowledge and the Knowledge of Economics.” American Economic Review, 16 (May): 1-13
- 1968, Beyond Economics: Essays on Society, Religion, and Ethics, (University of Michigan Press
- 1969, “The Grants Economy,” Michigan Academician (Winter)[5]

1970
- 1970, Economics as a Science, (McGraw-Hill, 1970).
- 1970, A Primer on Social Dynamics: History as Dialectics and Development, (Free Press, 1970).
- 1971, Economics, Colorado Associated University Press, 1971.
- 1973, Political Economy, Colorado Associated University Press, 1973.
- 1973, The Economy of Love and Fear: A Preface to Grants Economics, Wadsworth.
- 1974, Toward a General Social Science, Colorado Associated University Press.
- 1975, International Systems: Peace, Conflict Resolution, and Politics, Colorado Associated University Press.
- 1975, Sonnets from the Interior Life, and Other Autobiographical Verse, Colorado Associated University Press.
- 1978, Stable Peace, University of Texas Press.
- 1978, Ecodynamics: A New Theory of Societal Evolution, Sage.

1980 - 1993
- 1980, Beasts, Ballads, and Bouldingisms: A Collection of Writings, Transaction Books.
- 1981, Evolutionary Economics, Sage
- 1981, A Preface to Grants Economics: The Economy of Love and Fear. New York: Praeger.
- 1985, Toward the Twenty-First Century: Political Economy, Social Systems, and World Peace, Colorado Associated University Press.
- 1985, Human Betterment, Sage.
- 1985, The World as a Total System, Sage.
- 1986, Mending the World: Quaker Insights on the Social Order, Pendle Hill Publications.
- 1989, Three Faces of Power, Sage.
- 1992, Towards a New Economics: Critical Essays on Ecology, Distribution, and Other Themes, Edward Elgar.
- 1993, The Structure of a Modern Economy: the United States, 1929-89, Macmillan.